# Teodora Řecká a Dánská (1906–1969)
Teodora Řecká a Dánská (30. května 1906 – 16. října 1969) byla rodem řecká a dánská princezna a díky sňatku s Bertholdem, pretendentem bádenského velkovévodství, markraběnka bádenská.
Teodora, druhé z pěti dětí řeckého a dánského prince Ondřeje a princezny Alice z Battenbergu, prožila šťastné dětství mezi Athénami a Korfu. V dětství však byla svědkem balkánských válek (1912-1913), následovala první světová válka (1914-1918) a řecko-turecká válka (1919-1922). Pro mladou princeznu a její příbuzné měly tyto konflikty dramatické následky a vedly k jejich exilu ve Švýcarsku (v letech 1917-1920), poté ve Francii a ve Spojeném království (v letech 1922-1936). Během exilu byla Teodora a její rodina závislá na štědrosti svých zahraničních příbuzných, zejména Marie Bonapartová (která jim nabídla ubytování v Saint-Cloud) a Edwiny Mountbatten (která je finančně podporovala).
Na konci 20. let 20. století postihla Teodořinu matku duševní krize, která vedla k jejímu umístění do švýcarské psychiatrické léčebny. Krátce poté, v roce 1931, se Teodora provdala za Bertholda, bádenského markraběte, syna říšského kancléře prince Maxmiliána. Manželé se poté přestěhovali na zámek Salem, kde Berthold vedl školu s učitelem Kurtem Hahnem. Princezna zde porodila tři děti: Margaritu, Maxmiliána a Ludvíka. Teodora a její manžel se stavěli proti nacismu a drželi si od nacistického režimu odstup; to však Bertholdovi nebránilo, aby na začátku druhé světové války narukoval do Wehrmachtu. Teodora, zasažená konfliktem, který rozdělil její rodinu na dvě frakce, se zapojila do činnosti Německého červeného kříže a dalších charitativních organizací.
Porážka Německa a jeho okupace Spojenci přinesla do života Teodory a Bertholda nové otřesy. Ačkoli je Sověti, zodpovědní za smrt několika jejich bratranců, nedrželi v šachu, britská královská rodina je v době sňatku prince Philipa, jediného Teodořina bratra, s britskou princeznou Alžbětou (pozdější královnou Alžbětou II.) v roce 1947 ostrakizovala. V průběhu let se však manželé znovu začlenili do života evropské elity, což dokládá jejich pozvání a přítomnost na korunovaci Alžběty II. v roce 1953 a na svatbě Juana Carlose, prince asturského, a princezny Sofie Řecké a Dánské v roce 1962. Teodora zemřela na srdeční potíže šest let po svém manželovi, v roce 1969. Byla tetou z otcovy strany prince z Walesu, který se později stal králem Karlem III.

## Původ, mládí

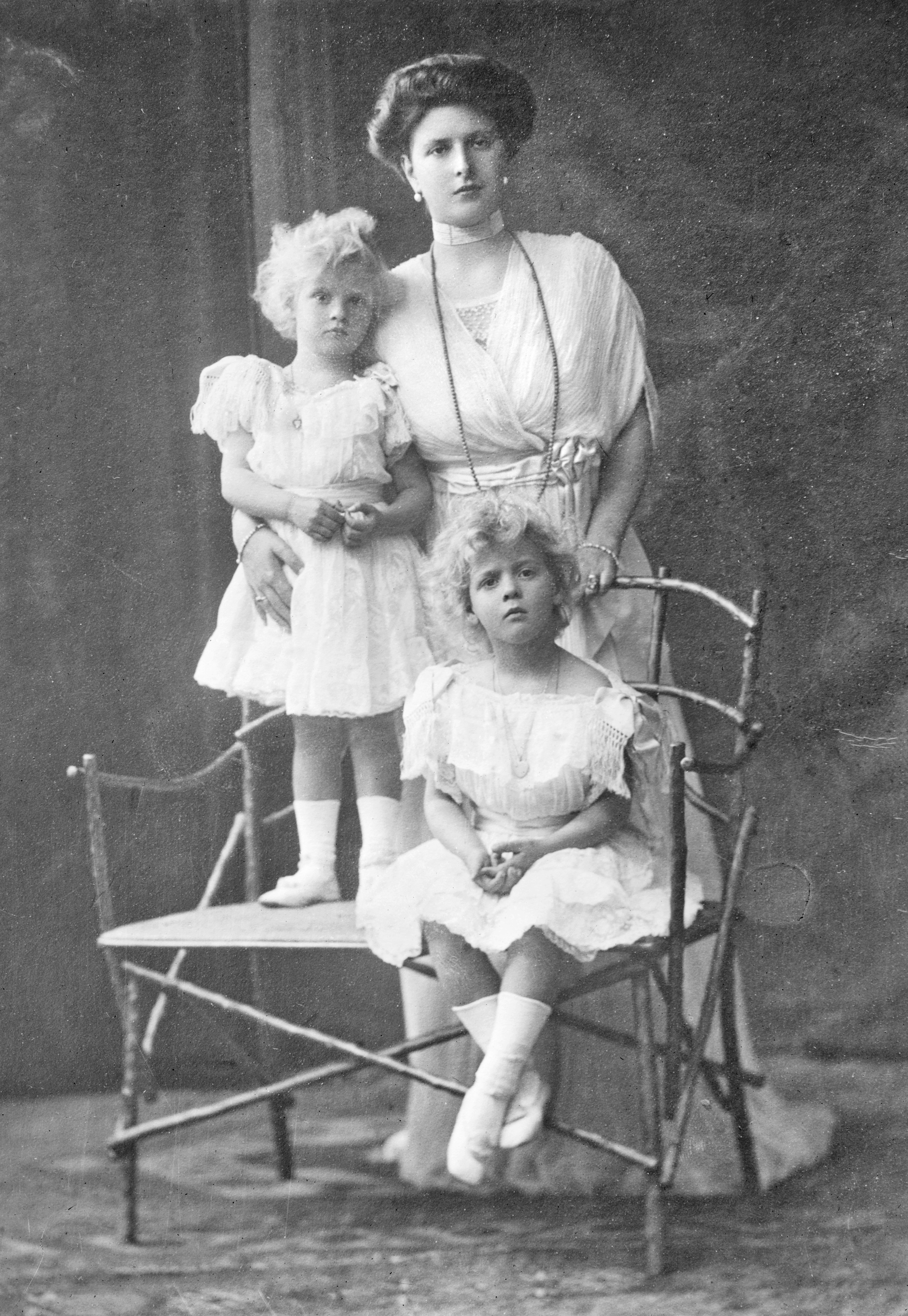
Princezna Teodora Řecká a Dánská se svou matkou princeznou Alicí a svou sestrou princeznou Margaritou, 1910

Teodora, druhá dcera řeckého a dánského prince Ondřeje a princezny Alice z Battenbergu, se narodila 30. května 1906 v paláci Tatoi nedaleko Athén. V době jejího narození byl její otec na cestě do Španělska, kde zastupoval řeckou královskou rodinu u příležitosti sňatku španělského krále Alfonse XIII. s princeznou Viktorií Evženií z Battenbergu, sestřenicí její matky Alice. [Pokřtěná „Teodora“ na počest byzantské císařovny, ale rodinou přezdívaná „Dolla," princezna vyrůstala ve společné domácnosti spolu se starší sestrou Margaritou a mladšími sestrami Cecilií, a Sofií. S matkou se Teodora a její sestry dorozumívaly anglicky, ale v přítomnosti příbuzných a vychovatelek používaly také francouzštinu, němčinu a řečtinu. Princezny se formálně vzdělávaly v angličtině a řečtině.
Teodořino rané dětství bylo ovlivněno nestabilitou, kterou Řecké království zažívalo na počátku dvacátého století. Unaveni útoky tisku a opozice našli Ondřej a Alice útočiště v cestování a většinu období mezi lety 1907 a 1908 strávili za hranicemi své země. Se svými dcerami pobývali ve Spojeném království, Německu, na Maltě a v Rusku, kde se znovu setkali s mnoha svými příbuznými, včetně Eduarda VII. ze Spojeného království, Arnošta Ludvíka, velkovévody hesenského, Alexandry Fjodorovny a prince a princezny Ludvíka z Battenbergu (Aliciných rodičů). V této době se Teodora seznámila se svým mladým strýcem a tetou z matčiny strany, Louisem a Luisou, s nimiž se později spolu se svou sestrou Margaritou velmi sblížila.
V roce 1909 došlo k vojenskému puči zorganizovanému proti vládě řeckého krále Jiřího I., Teodořina dědečka. Krátce po této události byli princ Ondřej a jeho bratři nuceni odejít z armády. Znepokojeni politickou situací ve své zemi našli Ondřej a Alice opět útočiště v zahraničí a pobývali ve Spojeném království, Francii a Hesensku. Poté, co manželé na čas zvážili život v exilu, se vrátili do Řecka, kde se jim narodila třetí dcera Cecílie. V té době byla Teodora popisována svou babičkou z matčiny strany jako zábavné a nápadité děvčátko, ale také velmi roztržité.

### Balkánské války a první světová válka

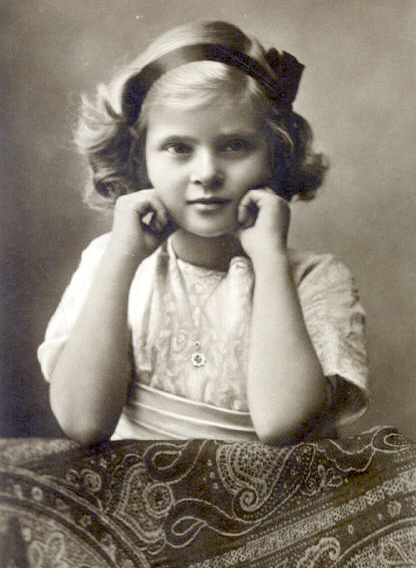
Princezna Teodora Řecká a Dánská, 1910

V letech 1912-1913 se Řecko zapojilo do balkánských válek, v nichž se ocitlo v opozici vůči Osmanské říši a Bulharsku. Princ Ondřej byl znovu povolán do armády a sloužil pod korunním princem Konstantinem, zatímco princezna Alice pracovala jako ošetřovatelka raněných vojáků. Příliš mladá na to, aby následovala své rodiče, strávila Teodora a její sestry dobu trvání konfliktu v Athénách, s výjimkou krátkého pobytu v Soluni v prosinci 1912. Řecko vyšlo z balkánských válek s rozšířeným územím, ale konflikt vedl také k zavraždění Jiřího I. v březnu 1913. Smrt krále Helénů způsobila v životě Theodory a jejích příbuzných významné změny. Ve své závěti odkázal panovník Ondřejovi korfický palác Mon Repos. Po letech, kdy žil v těsné blízkosti panovníka, v palácích v Athénách a Tatoi, se tak Ondřej a jeho rodina konečně dočkali vlastního sídla.
Když se vrátil mír, Ondřej, Alice a jejich dcery v srpnu 1913 opustili Řecko. Po návštěvě Německa zůstali ve Spojeném království u prarodičů Teodory z matčiny strany. Pro malé princezny byla tato cesta příležitostí navštívit s rodiči katedrálu svatého Pavla a londýnskou zoologickou zahradu. 17. listopadu 1913 se vrátily do Řecka, v zemi pak rodinu udrželo Aliciino čtvrté těhotenství a především vypuknutí první světové války. Vzhledem k tomu, že Řecko vyhlásilo neutralitu, se tento nový konflikt Teodory a jejích příbuzných zpočátku téměř nedotkl. Léto roku 1914 tak strávila se svými sestrami na Korfu, kde si čtyři měsíce užívaly slunce a moře.
Situace se změnila, když do života obyvatel země vstoupila válka. V říjnu 1915 byl Ondřej se svou posádkou umístěn v Soluni, kde byl konfrontován s obsazením města spojenci. Krátce poté, v prosinci, našla poražená srbská armáda útočiště na Korfu, což přimělo Alici a její dcery opustit Mon Repos a vydat se do hlavního města. V průběhu dalších měsíců přibývalo hrozeb vůči členům královské dynastie. V červenci 1916 zaútočil žhář na panství Tatoi, když tam král pobýval se svou manželkou a několika dětmi. Kromě toho 1. prosince francouzské námořnictvo bombardovalo královský palác v Athénách, což donutilo Teodoru a její sestry, aby se s matkou uchýlily do sklepení. 

### Exil ve Švýcarsku

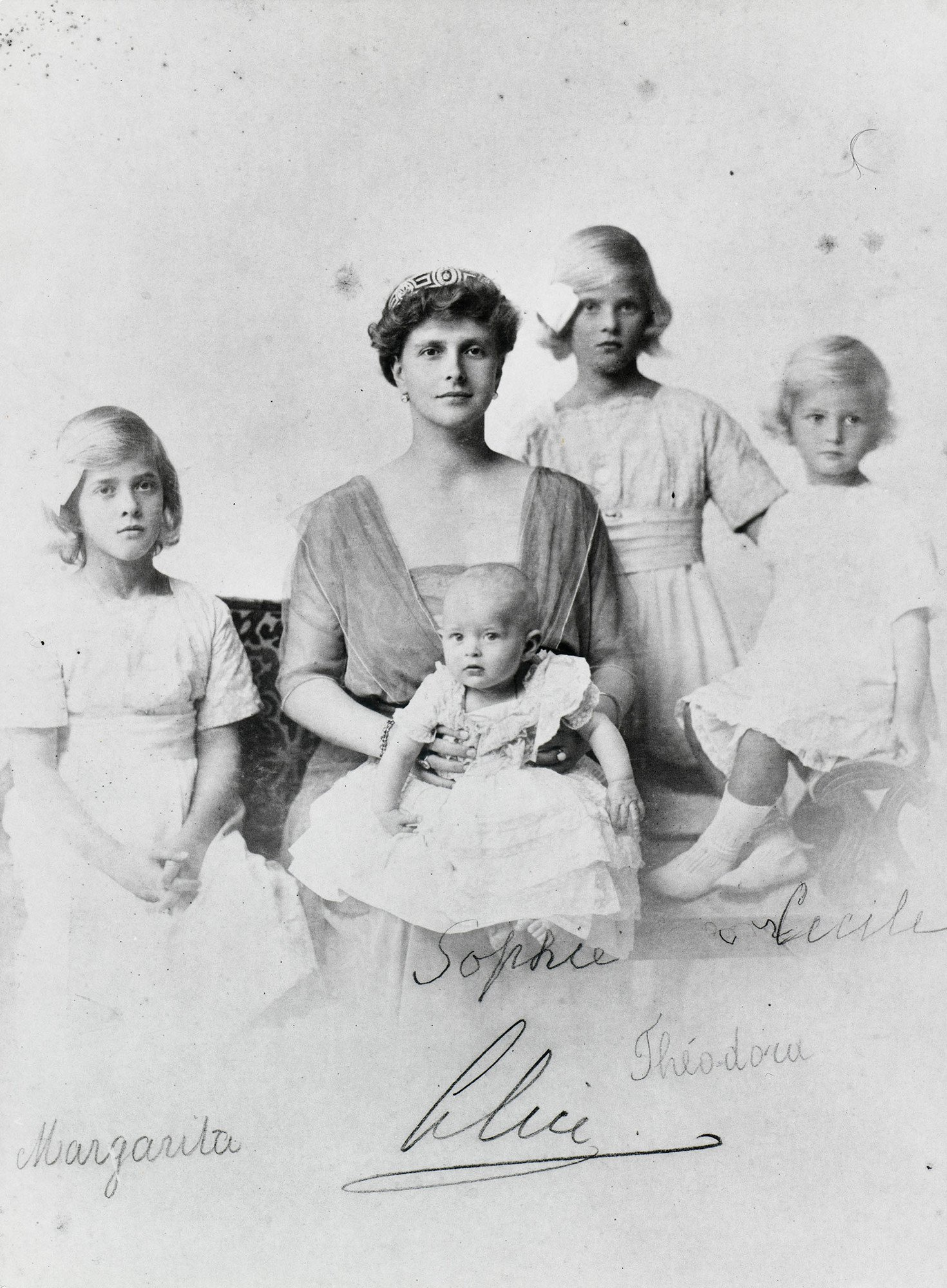
Princezna Teodora se svou matkou a sestrami, 1914

V červnu 1917 byl král Konstantin I. sesazen a vyhnán z Řecka spojenci, kteří ho na trůně nahradili jeho druhým synem, mladým Alexandrem. O patnáct dní později byla Teodořina rodina nucena odejít do exilu, aby se odstranila možnost ovlivňování nového panovníka jeho blízkými. Malá skupina, která byla nucena pobývat v německy mluvícím Švýcarsku, se nejprve ubytovala v hotelu ve Svatém Mořici a poté se usadila v Lucernu, kde žila s nejistotou ohledně své budoucnosti.
Vyhnanství však nebylo jediným zdrojem obav rodiny. Po ruské revoluci bylo v Rusku popraveno několik Teodořiných příbuzných (Romanovců). Krátce po těchto událostech byl v zimě 1918-1919 spolu s ostatními německými dynastiemi svržen i hessenský velkovévodský rod, s nímž byla Teodora úzce spřízněna prostřednictvím své matky. V roce 1920 se několik členů rodiny nakazilo chřipkou.
Na začátku roku 1919 se Teodora přesto dočkala radosti ze shledání se svou babičkou z otcovy strany, královnou vdovou Olgou, kterou bolševici ušetřili díky diplomatické intervenci Dánů. V následujících měsících se také znovu setkala se svými prarodiči z matčiny strany, které válka donutila vzdát se jména Battenberg ve prospěch jména Mountbatten. Pro Teodoru, která nyní tvořila duo se svou starší sestrou Margaritou, byl exil synonymem smutku, ale také příležitostí k dlouhým rodinným setkáním a procházkám po horách.

### Krátký návrat do Řecka
2. října 1920 kousla krále Alexandra, bratrance Teodory, na procházce v Tatoi domácí opice. Ve špatné péči onemocněl sepsí, která u něj 25. října propukla, aniž by k jeho lůžku mohl přijít kdokoli z jeho rodiny. Smrt panovníka vyvolala v Řecku prudkou institucionální krizi. Premiér Eleftherios Venizelos, který již od roku 1919 uvízl v nové válce proti Turecku, prohrál v roce 1920 řecké parlamentní volby. Ponížený odešel do zahraničí, zatímco referendum znovu dosadilo na trůn Konstantina I.
Princ Ondřej byl v Athénách triumfálně přijat 23. listopadu 1920 a o několik dní později se k němu připojila i jeho manželka a čtyři dcery. Teodora se poté vrátila s rodinou na Korfu. Ve stejné době princezna Alice zjistila, že je opět těhotná. 10. června 1921 rodina přivítala řeckého a dánského prince Philipa (později princ Philip, vévoda z Edinburghu, 1921-2021). Radost, která provázela toto narození, však byla zastřena nepřítomností prince Ondřeje, který se připojil k řeckým jednotkám v Malé Asii během okupace Smyrny. Navzdory obavám z války si Teodora a její sourozenci užívali života v Mon Repos, kde je na jaře 1922 navštívila babička z matčiny strany a teta Luisa. V parku poblíž paláce, postaveném na starověkém hřbitově, se princezny věnovaly archeologii a objevily několik keramických nádob, bronzových předmětů a kostí.

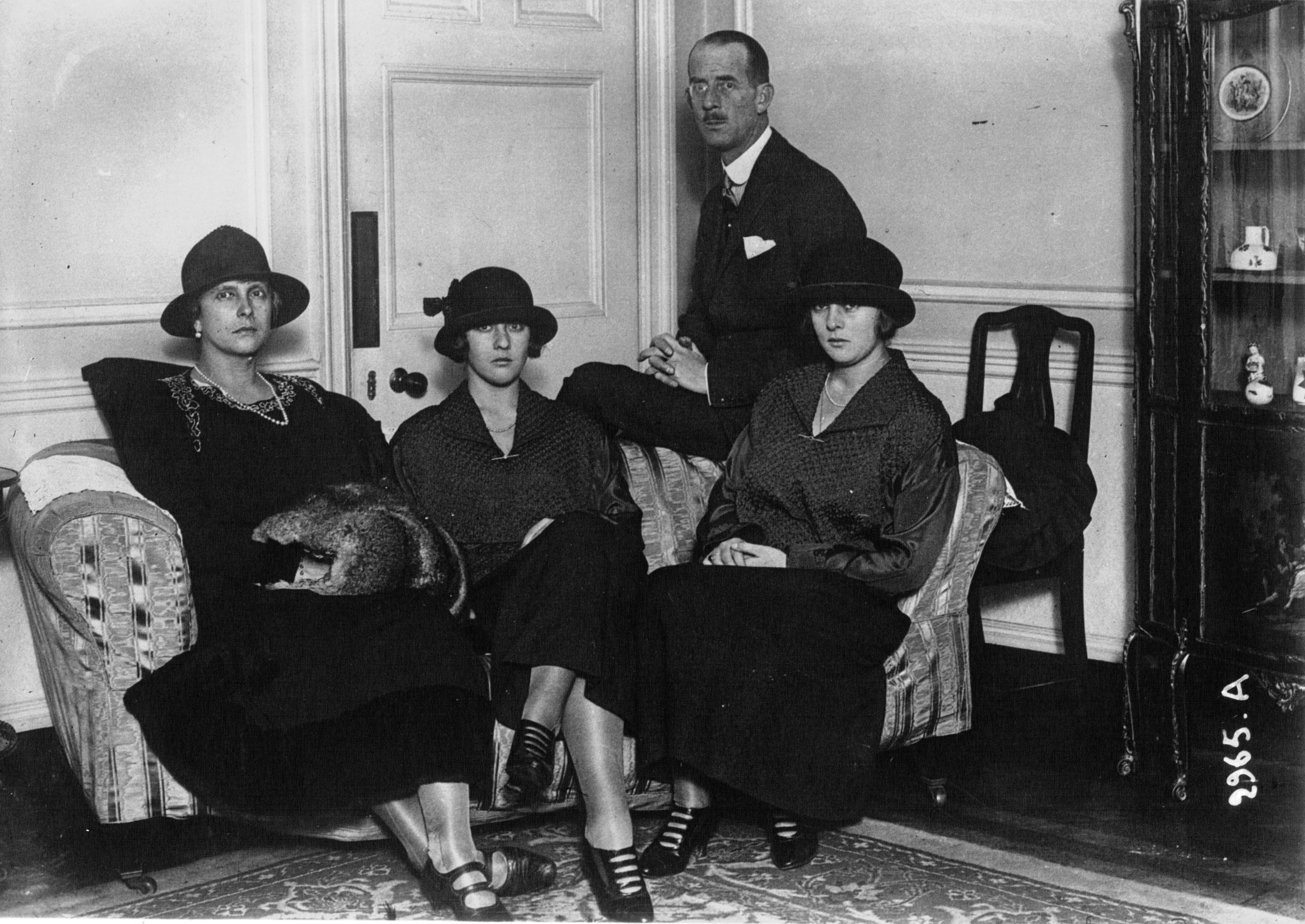
Teodora se svými rodiči a sestrou Margaritou, 1922

V tomto období se Teodora a její sestry také poprvé zúčastnily řady velkých společenských událostí. V březnu 1921 se princezny zúčastnily v Athénách svatby své sestřenice Heleny s rumunským korunním princem Karlem. V červenci 1922 odjely do Velké Británie, aby šly za družičky na svatbě svého strýce Louise Mountbattena s bohatou dědičkou Edwinou Ashleyovou.
Vojenská porážka Řecka proti Turecku a politické nepokoje, které to vyvolalo, však narušily život Teodory a její rodiny. V září 1922 Konstantin I. abdikoval ve prospěch svého nejstaršího syna Jiřího II. O měsíc později byl princ Ondřej zatčen a poté souzen vojenským tribunálem, který ho prohlásil za odpovědného za porážku v Sakary. Před popravou jej zachránila intervence zahraničních kanceláří, princ byl odsouzen k vyhnanství a zpeněžení. Po krátké zastávce na Korfu princ a jeho příbuzní počátkem prosince 1922 urychleně opustili Řecko na palubě lodi HMS Calypso.

### Exil ve Francii a Spojeném království

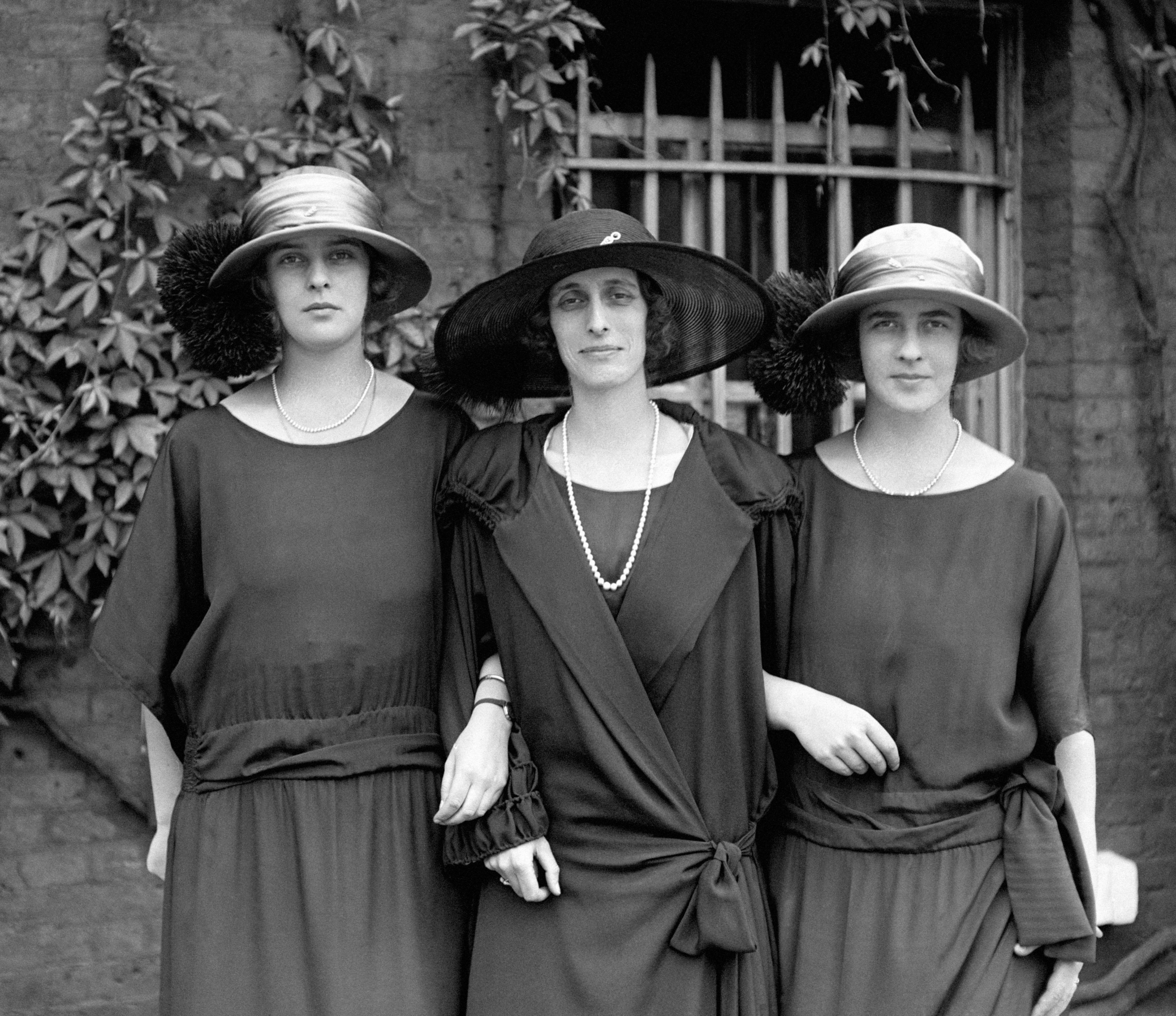
Princezna Teodora (vlevo) se svou sestrou princeznou Margaritou (vpravo) a tetou Luisou Mountbattenovou, 1923

Po několikatýdenní cestě, která je postupně zavedla do Itálie, Francie a Spojeného království, se Teodora s rodiči a sourozenci usadila v roce 1923 v Saint-Cloud. Usadili se v domě sousedícím s domem princezny Marie Bonapartové, rodina byla sedm let závislá na její štědrosti a dalších dvou Teodořiných tetách: nejprve princezně Anastázii a poté lady Louis Mountbatten. Marie Bonapartová financovala studia svých neteří a synovce, zatímco lady Mountbattenová si zvykla nabízet neteřím své „použité“ oblečení. Ve skutečnosti měli Teodořini rodiče jen malé příjmy a děti byly pravidelnými svědky jejich finančních problémů a potíží s udržením domácnosti.
Po vyhlášení druhé řecké republiky v březnu 1924 byla Theodora a její rodina zbavena řeckého občanství a od svého bratrance krále Kristiána X. obdržela dánské pasy. Nyní již ve věku na vdávání princezna a její sestra Margarita pravidelně odjížděly z Francie do Velké Británie, kde žily u své babičky z matčiny strany, vdovy markýzy z Milford Havenu. Se svou tetou Luisou, která stále častěji nahrazovala jejich matku v roli gardedámy a důvěrnice, se obě mladé dívky účastnily většiny akcí britské aristokracie ve 20. letech 20. století, včetně plesů a tanečních zábav, narozeninových a zahradních slavností v Buckinghamském paláci, koňských dostihů atd. Obě princezny také využívaly svých pobytů v Londýně k návštěvám mnoha svých příbuzných, například babičky z otcovy strany, královny Olgy, která byla pravidelným hostem královny Alexandry v Sandringhamu. Nedostatek majetku a život v exilu však pro mladé dívky znamenaly, že neměly téměř žádné nápadníky. Do roku 1930 si žádná z nich ještě nenašla snoubence, což jim však nebránilo v tom, aby se radovaly ze své tety Luisy, když ji v červnu 1923 požádal o ruku švédský korunní princ Gustaf Adolf.

### Matčiny psychické potíže
Teodora, Margarita a Philip strávili léto 1928 v Rumunsku. Na pozvání princezny Heleny, jejíž syn Michal I. byl stejně starý jako Philip, pobývaly obě mladé ženy a jejich bratr několik týdnů v Sinaji. Rumunský princ Mikuláš byl v té době stále svobodný a Helena si přála, aby se oženil s některou z jejích příbuzných, ale z jejích plánů, aby se její švagr oženil s jednou z jejích sestřenic, sešlo.
Několik měsíců po této cestě začala Alice trpět psychickými problémy. Princezna propadla duševní krizi a přesvědčila sama sebe, že má léčitelské schopnosti a že dostává božská poselství o potenciálních manželích pro své dcery. Sama sebe pak považovala za svatou a brzy se prohlásila za Ježíšovu nevěstu. Zoufalý princ Ondřej nakonec učinil rozhodnutí umístit svou ženu do sanatoria. V dubnu 1930 využil pobytu své rodiny v německém Darmstadtu a poslal Alici do psychiatrické léčebny nacházející se ve švýcarském Kreuzlingenu.

## Manželství

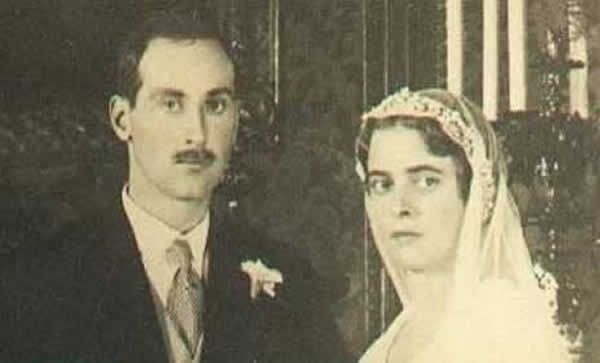
Svatební fotografie Teodory a Bertholda

V následujících měsících se tři Teodořiny sestry postupně provdaly za německé prince. V prosinci 1930 se Sofie provdala za prince Kryštofa Hesenského, v únoru 1931 se Cecílie provdala za Jiřího Donata, dědičného velkovévodu Hesenského, a v dubnu 1931 se Margarita provdala za Gottfrieda, dědičného prince Hohenlohe-Landenburského.Teodora se tak stala poslední ze čtyř sester, která se provdala.
V červnu 1931 se Teodora zasnoubila s bádenským markrabětem Bertholdem, synem posledního kancléře Německého císařství a od listopadu 1929 titulárním bádenským velkovévodou. Berthold disponoval značným majetkem. Byl kulturním člověkem a žil v Salemu, kde jeho otec s pomocí svého tajemníka Kurta Hahna založil v roce 1920 školu. Dne 17. srpna 1931 se Teodora a Berthold vzali při dvojím náboženském obřadu, luteránském i pravoslavném, na zámku Neues Schloss v Baden-Badenu, což vyústilo ve velké rodinné setkání, na němž nebyla přítomna nevěstina matka, princezna Alice. Po obřadu se novomanželé vydali na svatební cestu na italské Capri, kde je hostil švédský básník Axel Munthe.

## Bádenská markraběnka
Po návratu do Německa se manželé přestěhovali na zámek Salem, bývalý cisterciácký klášter, který byl po sekularizaci v roce 1803 přeměněn na knížecí rezidenci. Markrabě a markraběnka bádenští měli tři děti: 
- Markéta Bádenská (14. července 1932 – 15. ledna 2013), ⚭ 1957 Tomislav Jugoslávský (19. ledna 1928 – 12. července 2000), roku 1981 se rozvedli
- Maxmilián Ondřej Bádenský (* 3. července 1933), ⚭ 1966 Valerie Rakousko-Toskánská (* 23. května 1941), arcivévodkyně rakouská
- Ludvík Bádenský (* 16. března 1937), ⚭ 1967 Anna von Auersperg-Breunner (* 15. prosince 1943)

Teodora, znepokojená matčiným osudem, ji několikrát navštívila v Kreuzlingenu, ale Alice svou dceru nepřijala vždy vřele, protože si byla vědoma, že její bratr žije od matčina umístění v sanatoriu chaoticky, přiměla Teodora Philipa, aby chodil do školy v Salemu a aby v roce 1933 přijel žít k ní a jejímu manželovi. Nástup nacismu v Německu ji však přiměl k tomu, aby své rozhodnutí změnila a poslala ho zpět do Spojeného království, kde nakonec v roce 1934 nastoupil na Gordonstoun.
V průběhu let přivítala Teodora v Salemu několik členů své rodiny. Vdova markýza z Milford Havenu několikrát pobývala u své vnučky, stejně jako princ Ondřej. Princezna také přijala svou matku, jakmile se zotavila ze zdravotních problémů, a její sestry. Cecilie naposledy navštívila Salem v červenci 1937, než 16. listopadu 1937 zahynula spolu s rodinou při leteckém neštěstí.
Zatímco několik jejich příbuzných, jako Cecilie a Margarita (sestry Teodory) a Marie Alexandra (sestra Bertholda), se postupně přidalo k nacistické straně, markrabě a markraběnka bádenští se snažili udržet si od nacistického režimu odstup. Krátce po vydání dekretu o požáru Říšského sněmu, který nastolil diktaturu Adolfa Hitlera, byl zatčen Kurt Hahn, německo-židovský pedagog. Osvobozen byl díky zásahu britské vlády, pedagog byl však z vedení Salemu odvolán a musel najít útočiště ve Spojeném království. Navzdory těmto událostem získal Berthold od německých úřadů povolení k zachování školy v provozu. 1Instituce se až do roku 1941 těšila relativní autonomii, přesto prošla procesem nacifikace, který ji odvedl od jejích původních hodnot.
Zatímco v Německu probíhala od roku 1933 nacifikace, Řecká republika byla v říjnu 1935 svržena generálem Kondylisem. O měsíc později byl na trůn po referendu dosazen král Jiří II., Theodorin bratranec. Na začátku roku 1936 byl zrušen trest vyhoštění vydaný v roce 1922 proti Teodořinu otci princi Ondřejovi, což mu umožnilo opět zůstat ve své zemi. Princ, který byl pravidelným terčem řeckého tisku, se však rozhodl zůstat po většinu roku v zahraničí. Princezna Alice, která se od svého uvěznění odcizila manželovi, se rozhodla vrátit a žít v Athénách, kde se usadila v listopadu 1938. Mezitím se do Řecka vrátila i Theodora s Bertholdem u příležitosti svatby korunního prince Pavla s hannoverskou princeznou Frederikou v lednu 1938.

### Druhá světová válka
Krátce po vypuknutí druhé světové války byl Teodořin manžel povolán do Wehrmachtu a během bitvy o Francii v roce 1940 byl vážně zraněn do nohy. Po ošetření v Giessenu se vrátil do Salemu, kde se svou ženou a dětmi strávil celou dobu konfliktu, aniž by zažil příliš mnoho útrap. Zatímco Teodora se angažovala v Německém červeném kříži a dalších charitativních organizacích, Berthold se účastnil riskantnějších akcí, když se pokoušel ukrývat Židy na svém zámku.
Teodora byla kvůli nacistické okupaci Řecka odříznuta od velké části své rodiny. Její otec, princ Ondřej, se ocitl v izolaci na francouzské Riviéře a kontakt s ním byl velmi obtížný. Pokud jde o její matku, ta strávila válku v Athénách, ale podařilo se jí několikrát navštívit své dcery v letech 1940, 1942, a 1944. K tomu se přidalo trápení z vědomí, že její švagři Kryštof a Gottfried a její bratr Philip bojují v opačných táborech.
Válka přinesla Teodoře a jejím příbuzným řadu tragédií. V říjnu 1943 zahynul manžel její sestry Sofie při leteckém neštěstí během letu nad Apeninským pohořím. O několik měsíců později, v lednu 1944, zahynula při útoku amerického armádního letectva během náletu na Frankfurt nad Mohanem Bertholdova jediná sestra Marie Alexandra a v prosinci 1944 zemřel v Monaku její otec, princ Ondřej, aniž by se mohl znovu setkat se svými dětmi. Tyto události Teodoru velmi zasáhly, a ta poté procházela obdobím depresí.

### Poválečná léta
Porážka Německa a jeho okupace spojenci přinesla nové otřesy v životě bývalých německých knížecích rodů, z nichž několik (například Hermína Reussová z Greizu, Jáchym Arnošt, vévoda z Anhaltu, nebo princ Jiří ze Sasko-Meiningenu) zahynulo v rukou Sovětů. Bádensko se dostalo pod správu Francie a Spojených států, nicméně Berthold a Teodora nebyli ohroženi, a netrvalo dlouho a markrabě našel vedoucí společenskou roli. Berthold tak mohl znovu otevřít salemskou školu, kterou v roce 1948 svěřil svému bratranci, hannoverskému princi Jiřímu Vilémovi, který se o dva roky dříve oženil s Teodořinou sestrou Sofií (od roku 1943 ovdovělou) a přestěhování páru do Salemu umožnilo Teodoře udržovat se sestrou blízký vztah.
Naproti tomu vztah Teodory a jejího bratra Philipa byl komplikovanější. Od roku 1939 byl spojován s britskou princeznou Alžbětou a 10. července 1947 bylo oficiálně oznámeno jejich zasnoubení. Přípravy na svatbu začaly okamžitě. Vazby Philipovy rodiny na Německo však děsily britský dvůr a vládu, které se obávaly, že by veřejnosti mohly připomínat germánský původ rodu Windsorů, pokud by byla královská rodina veřejně spojována s bývalými členy nacistické strany.
Princ Philip nemohl pozvat své sestry na svatbu. Teodora, Margarita a Sofie si byly vědomy obtíží, kterým musel jejich bratr čelit, a považovaly jejich odsunutí na vedlejší kolej za nesprávné a zraňující. Cítily se odstrčené, když si uvědomily, že jejich sestřenice, rumunská královna matka a vévodkyně z Aosty, byly pozvány, přestože jejich země byly během konfliktu spojenci nacistického režimu.
Teodora a její sestry, obtěžované tiskem, který je žádal o rozhovory, strávily 20. listopadu 1947 den na zámku Marienburg se svými rodinami. Na pozvání brunšvického vévody a vévodkyně oslavily sňatek svého bratra ve společnosti své sestřenice, řecké a dánské princezny Alžběty a prince Ludvíka a princezny Markéty Hesenské. O několik dní později řecké princezny navštívily řecká královna (která jim přišla přinést dopis od jejich matky princezny Alice, v němž podrobně popisovala svatbu) a vévodkyně z Kentu.
Po obnovení monarchie v Řecku v roce 1946 byli Theodora a její manžel pravidelně zváni do Athén. Patřili k mnoha osobám, které král Pavel a královna Frederika pozvali k účasti na „plavbě králů“ v roce 1954 a na oslavách stého výročí řecké dynastie v roce 1963. Teodora a její rodina byli také pozváni do Athén u příležitosti sňatku řecko-dánské princezny Sofie a asturského prince Juana Carlose v roce 1962 a sňatku krále Konstantina II. a dánské princezny Anny Marie v roce 1964.
Na počátku 50. let se vztahy mezi britskou královskou rodinou a jejími německými příbuznými zase normalizovaly. Teodora, její sestry, jejich manželé a některé z jejich dětí tak byli pozváni na korunovaci Alžběty II. v roce 1953. V průběhu let si Teodora vytvořila blízký vztah s britskou panovnicí Alžbětou II. a ta ji podle španělského životopisce Ricarda Mateose Sainze de Medrana začala považovat za svou oblíbenou švagrovou.
Také markrabě a markraběnka bádenští pravidelně zvali své rodiny do svého sídla v Salemu. Sňatky jejich dcery Margarity s jugoslávským princem Tomislavem v roce 1957 a jejich syna Maxmiliána s rakouskou arcivévodkyní Valerií v roce 1966 byly příležitostí k velkým setkáním evropské aristokracie. V roce 1965 uspořádala Theodora v Salemu velkou recepci u příležitosti oficiální cesty královny Alžběty II. a prince Philipa do západního Německa.

## Pozdější léta života a smrt
Koncem čtyřicátých let začala Teodora trpět srdečními problémy. Postupem času se její zdravotní stav zhoršoval a na svatbě prince Juana Carlose a princezny Sofie v roce 1962 se objevila velmi zesláblá. Její zdravotní stav pak střídal období, kdy měla největší potíže s mluvením nebo chůzí, s obdobími, kdy se cítila naprosto dobře. Nedokázala předvídat další záchvaty, a tak se musela neustále pohybovat o holi. Byla nucena nechat si vytrhat všechny zuby a získala zvláštní úsměv, na který si její matka jen těžko zvykla.
Když se zdravotní stav jeho ženy zhoršil, utrpěl Berthold 27. října 1963 při jízdě autem se synem Ludwigem smrtelný infarkt. Teodora, rozrušená smrtí svého manžela, se narychlo vrátila z Itálie, kde byla na dovolené.
Poslední roky života Teodory byly ovlivněny nastolením vojenského režimu v Řecku a odchodem krále Konstantina II. a jeho rodiny do exilu. Teodora byla hospitalizována na klinice doktora Büdingena v Kostnici a zemřela 16. října 1969. Její pohřeb se konal v mauzoleu rodiny Badenů v Salemu za přítomnosti mnoha členů aristokracie, včetně jejího synovce prince Charlese, nikoli však jejího bratra prince Philipa, který byl na oficiální cestě v Kanadě. Její matka, princezna Alice, zemřela o pět týdnů později, 5. prosince.

## Tituly a oslovení
- 30. května 1906 – 17. srpna 1931: Její Královská Výsost princezna Teodora Řecká a Dánská
- 17. srpna 1931 – 27. října 1963: Její Královská Výsost bádenská markraběnka
- 27. října 1963 – 16. října 1969: Její Královská Výsost bádenská markraběnka vdova

## Vývod z předků
|                        |                                |  |                     |                                   |  |  |  |  |  |  |  | Fridrich Vilém Šlesvicko-Holštýnsko-Sonderbursko-Glücksburský |
|                        |                                |  |                     |                                   |  |  |  |  |  |  |  |                                                               |
|                        | Kristián IX.                   |  |                     |                                   |  |  |  |  |  |  |  |                                                               |
|                        |                                |  |                     |                                   |  |  |  |  |  |  |  |                                                               |
|                        |                                |  |                     | Luisa Karolina Hesensko-Kasselská |  |  |  |  |  |  |  |                                                               |
|                        |                                |  |                     |                                   |  |  |  |  |  |  |  |                                                               |
|                        | Jiří I. Řecký                  |  |                     |                                   |  |  |  |  |  |  |  |                                                               |
|                        |                                |  |                     |                                   |  |  |  |  |  |  |  |                                                               |
|                        |                                |  |                     | Vilém Hesensko-Kasselský          |  |  |  |  |  |  |  |                                                               |
|                        |                                |  |                     |                                   |  |  |  |  |  |  |  |                                                               |
|                        | Luisa Hesensko-Kasselská       |  |                     |                                   |  |  |  |  |  |  |  |                                                               |
|                        |                                |  |                     |                                   |  |  |  |  |  |  |  |                                                               |
|                        |                                |  |                     | Luisa Šarlota Dánská              |  |  |  |  |  |  |  |                                                               |
|                        |                                |  |                     |                                   |  |  |  |  |  |  |  |                                                               |
|                        | Ondřej Řecký a Dánský          |  |                     |                                   |  |  |  |  |  |  |  |                                                               |
|                        |                                |  |                     |                                   |  |  |  |  |  |  |  |                                                               |
|                        |                                |  |                     | Mikuláš I. Pavlovič               |  |  |  |  |  |  |  |                                                               |
|                        |                                |  |                     |                                   |  |  |  |  |  |  |  |                                                               |
|                        | Konstantin Nikolajevič Ruský   |  |                     |                                   |  |  |  |  |  |  |  |                                                               |
|                        |                                |  |                     |                                   |  |  |  |  |  |  |  |                                                               |
|                        |                                |  |                     | Šarlota Pruská                    |  |  |  |  |  |  |  |                                                               |
|                        |                                |  |                     |                                   |  |  |  |  |  |  |  |                                                               |
|                        | Olga Konstantinovna Romanovová |  |                     |                                   |  |  |  |  |  |  |  |                                                               |
|                        |                                |  |                     |                                   |  |  |  |  |  |  |  |                                                               |
|                        |                                |  |                     | Josef Sasko-Altenburský           |  |  |  |  |  |  |  |                                                               |
|                        |                                |  |                     |                                   |  |  |  |  |  |  |  |                                                               |
|                        | Alexandra Sasko-Altenburská    |  |                     |                                   |  |  |  |  |  |  |  |                                                               |
|                        |                                |  |                     |                                   |  |  |  |  |  |  |  |                                                               |
|                        |                                |  |                     | Amálie Württemberská              |  |  |  |  |  |  |  |                                                               |
|                        |                                |  |                     |                                   |  |  |  |  |  |  |  |                                                               |
| Teodora Řecká a Dánská |                                |  |                     |                                   |  |  |  |  |  |  |  |                                                               |
|                        |                                |  |                     |                                   |  |  |  |  |  |  |  |                                                               |
|                        |                                |  | Ludvík II. Hesenský |                                   |  |  |  |  |  |  |  |                                                               |
|                        |                                |  |                     |                                   |  |  |  |  |  |  |  |                                                               |
|                        | Alexandr Hesensko-Darmstadtský |  |                     |                                   |  |  |  |  |  |  |  |                                                               |
|                        |                                |  |                     |                                   |  |  |  |  |  |  |  |                                                               |
|                        |                                |  |                     | Vilemína Luisa Bádenská           |  |  |  |  |  |  |  |                                                               |
|                        |                                |  |                     |                                   |  |  |  |  |  |  |  |                                                               |
|                        | Ludvík z Battenbergu           |  |                     |                                   |  |  |  |  |  |  |  |                                                               |
|                        |                                |  |                     |                                   |  |  |  |  |  |  |  |                                                               |
|                        |                                |  |                     | John Maurice Hauke                |  |  |  |  |  |  |  |                                                               |
|                        |                                |  |                     |                                   |  |  |  |  |  |  |  |                                                               |
|                        | Julie von Hauke                |  |                     |                                   |  |  |  |  |  |  |  |                                                               |
|                        |                                |  |                     |                                   |  |  |  |  |  |  |  |                                                               |
|                        |                                |  |                     | Sofie Lafontaine                  |  |  |  |  |  |  |  |                                                               |
|                        |                                |  |                     |                                   |  |  |  |  |  |  |  |                                                               |
|                        | Alice z Battenbergu            |  |                     |                                   |  |  |  |  |  |  |  |                                                               |
|                        |                                |  |                     |                                   |  |  |  |  |  |  |  |                                                               |
|                        |                                |  |                     | Karel Hesenský                    |  |  |  |  |  |  |  |                                                               |
|                        |                                |  |                     |                                   |  |  |  |  |  |  |  |                                                               |
|                        | Ludvík IV. Hesenský            |  |                     |                                   |  |  |  |  |  |  |  |                                                               |
|                        |                                |  |                     |                                   |  |  |  |  |  |  |  |                                                               |
|                        |                                |  |                     | Alžběta Pruská                    |  |  |  |  |  |  |  |                                                               |
|                        |                                |  |                     |                                   |  |  |  |  |  |  |  |                                                               |
|                        | Viktorie Hesensko-Darmstadtská |  |                     |                                   |  |  |  |  |  |  |  |                                                               |
|                        |                                |  |                     |                                   |  |  |  |  |  |  |  |                                                               |
|                        |                                |  |                     | Albert Sasko-Kobursko-Gothajský   |  |  |  |  |  |  |  |                                                               |
|                        |                                |  |                     |                                   |  |  |  |  |  |  |  |                                                               |
|                        | Alice Sasko-Koburská           |  |                     |                                   |  |  |  |  |  |  |  |                                                               |
|                        |                                |  |                     |                                   |  |  |  |  |  |  |  |                                                               |
|                        |                                |  |                     | královna Viktorie                 |  |  |  |  |  |  |  |                                                               |
|                        |                                |  |                     |                                   |  |  |  |  |  |  |  |                                                               |